# Елисеева, Татьяна Михайловна
Татьяна Михайловна Елисеева (род. 27 марта 1973, Москва) — российская автогонщица. Победитель чемпионата России по автокроссу в командном зачёте (Д2-1600, 2012), бронзовый призёр чемпионата Северной Европы по ралли-кроссу в личном зачёте (NEZ-1600, 2011). Выступала в кольцевых гонках, ралли-кроссе, зимних трековых гонках и в ралли-рейдах. Мастер спорта России международного класса.

## Биография
Родилась 27 марта 1973 года в Москве. Отец — Валентин Михайлович Киселёв — инженер. Мать — Людмила Геннадьевна Елисеева, профессор, доктор технических наук.
В 1990 году Татьяна окончила математическую школу № 555. Затем окончила факультет экономической кибернетики Российской экономической академии имени Г. В. Плеханова по специальности экономист-математик. Училась в Лондонской школе экономики по специальности «Финансы и банковское дело».
Работала в английской аудиторской компании Littlejohn Frazer. После возвращения в Россию, работала в швейцарском банке Credit Suisse.

## Гоночная карьера
В 2004 году начала тренировки под руководством Александра Михайловича Львова в Санкт-Петербурге. До 2007 года участвовала в соревнованиях на Невском кольце в классах «Кубок Лада» и «Туринг-Лайт». С 2005 года выступала за спортивный автомотоклуб Московского военного округа под руководством Аркадия Вячеславовича Богомолова.
В 2005—2008 годах участвовала в чемпионате Северной Европы по ралли-кроссу (NEZ).
В 2008—2013 годах регулярно принимала участие в чемпионатах России по ралли-кроссу в классах Д1 и Д1А, была призёром отдельных этапов. Участвовала в чемпионатах России по автокроссу в классах Д1 и Д2-1600.
В 2008—2009 годах была обладательницей Кубка России по зимним ледовым гонкам.
С 2010 года тренируется под руководством Бориса Георгиевича Котелло.
В 2011 году стала бронзовым призёром чемпионата Северной Европы по ралли-кроссу (в классе NEZ-1600), проводимого под эгидой ФИА.
В 2012 году заняла первое место в командном зачёте чемпионата России по автокроссу в классе «Д2-1600» и второе место в командном зачёте по ралли-кроссу в классах «Д1» и «Д1А».
В 2013—2015 годах была участницей чемпионатов и Кубков России по зимним трековым гонкам.
В 2013 году заняла 2 место на 9 этапе чемпионата Эстонии по суперкроссу.
В 2015—2017 годах была пилотом женского экипажа заводской команды Горьковского автозавода по ралли-рейдам.
В 2016 году заняла 1 место в женском зачёте ралли-рейда «Шелковый Путь».
В 2017 году заняла 2 место на этапе чемпионата России по ралли-рейдам «Баха Россия — Северный Лес».
В 2019 году заняла 201 место на ралли исторических автомобилей «Монте-Карло».